# Hundsrücken (Schwäbische Alb)
Der Hundsrücken ist ein 931,4 m ü. NHN hoher Berg am Albtrauf der südwestlichen Schwäbischen Alb bei Bisingen im baden-württembergischen Zollernalbkreis in Deutschland.

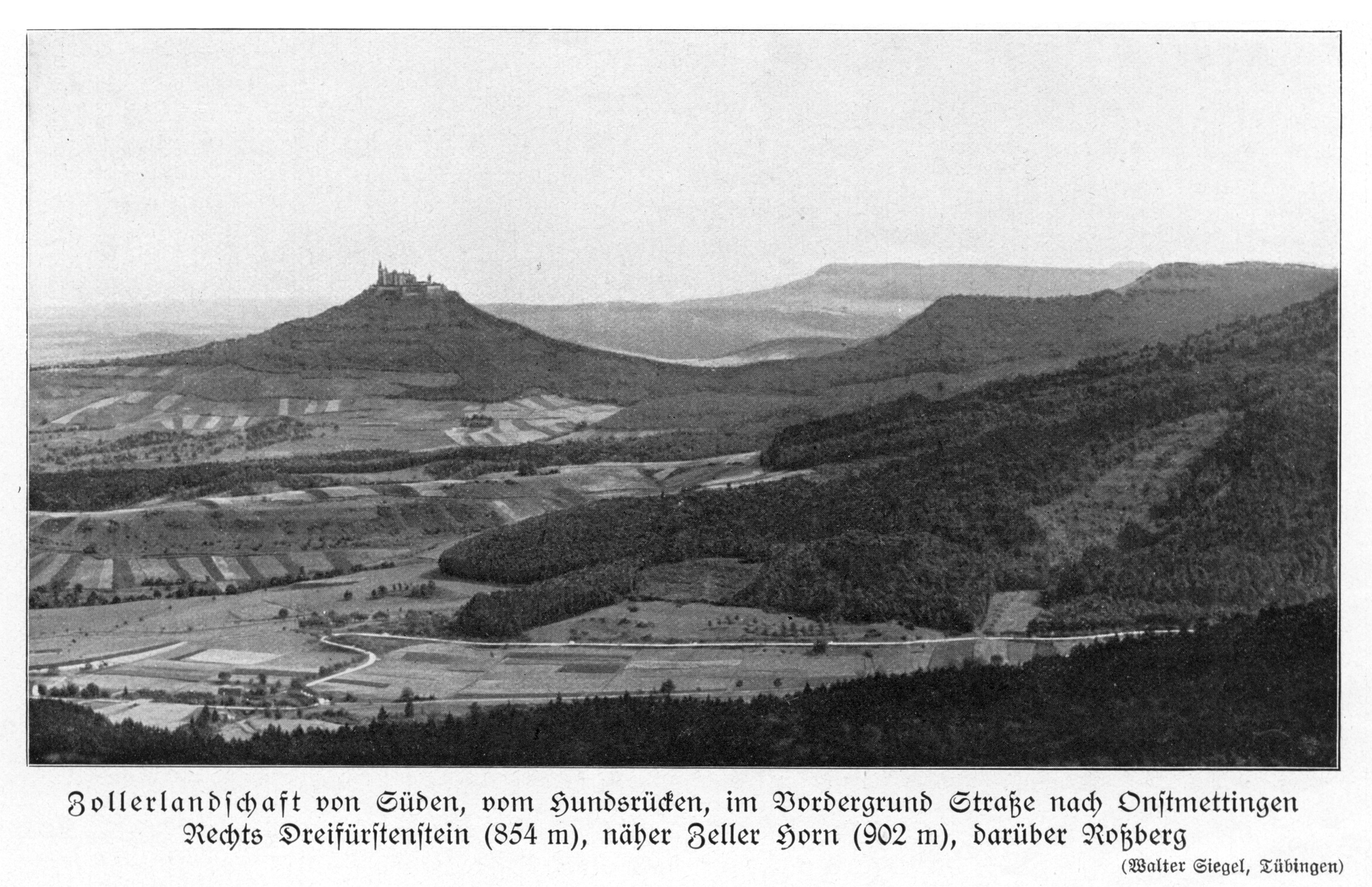
Blick vom Hundsrücken Richtung Zoller, im Vordergrund der Stich (1914)

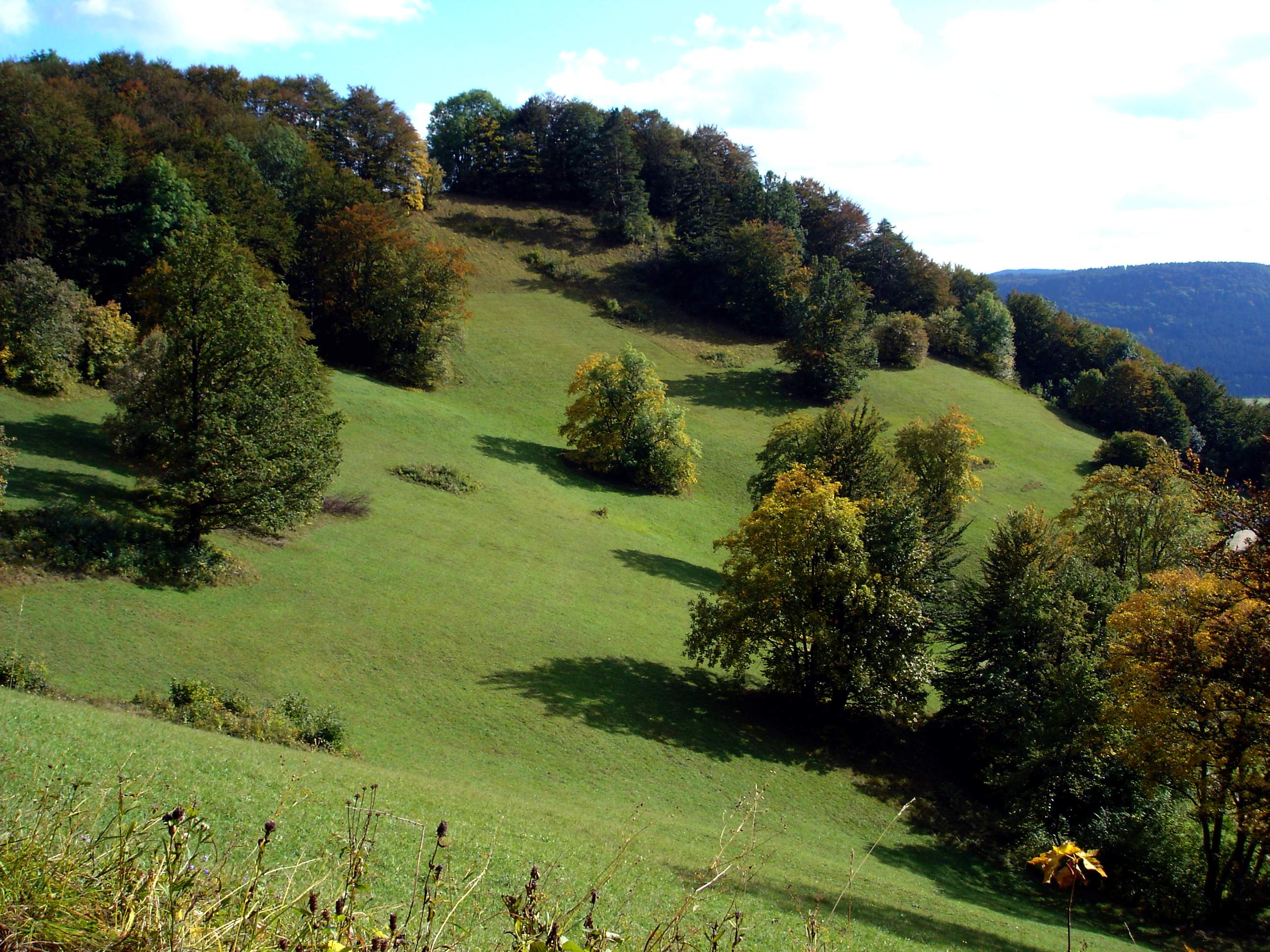
Holzwiesen mit parkartigem Baumbestand am Irrenberg

Er ist von folgenden Städten und Gemeinden umgeben (im Uhrzeigersinn von Norden beginnend): Bisingen (Ortsteile Bisingen und Thanheim), Albstadt (Stadtteil Pfeffingen), Balingen (Stadtteile Zillhausen, Streichen, Heselwangen und Engstlatt).
Der Hundsrücken ist ein ausgezeichneter Aussichtsberg: von seinem Steilabfall aus sieht man ostwärts sehr gut auf die nahegelegene Burg Hohenzollern und den Albtrauf bis zum Dreifürstenstein, im Norden überblickt man das Albvorland und in westlicher Richtung reicht der Blick über die Balinger Berge mit dem Plettenberg bis zum Schwarzwald.
Am 26. August 1972 ereignete sich infolge starker Niederschläge ein spektakulärer Bergrutsch, bei dem der Sattel zwischen Hundsrücken und Irrenberg auf einer Länge von 700 Metern nordseitig in die Tiefe rutschte. Durch immer wieder auftretende Reaktivierungen hat sich die Fläche der Rutschung von ursprünglich rund 20 Hektar auf mittlerweile über 36 Hektar ausgedehnt. An dieser Stelle sowie zum größeren Teil südlich des Sattels befindet sich das größte Naturschutzgebiet des Zollernalbkreises. Das 128 Hektar große Gelände Irrenberg-Hundsrücken zeichnet sich durch eine außergewöhnliche Vielfalt an Biotoptypen aus. So haben sich zum Beispiel auf den kargen Böden der Holzwiesen am Irrenberg so genannte Kalkmagerrasen mit einer selten anzutreffenden Pflanzen- und Kleintierwelt entwickelt.
Auf einem Vorberg des Hundsrückens erinnert die Burg Ror an das ehemalige Rittergeschlecht der Walger, Lehensleute der Grafen von Hohenzollern.